# Francesca Palumbo
Francesca Palumbo (født 1992) er en italiensk fægter.
Ved OL 2024 indgik hun i det italienske hold, som tog sølv i fleuret.